# Артуро Коду
Артуро Армандо Коду Гертс (Пенко, 14. јануар 1905 — Консепсион, 31. децембар 1954) био је официр чилеанске морнарице, по струци машински инжењер и чилеански фудбалер који је играо на позицији нападача. 
Данас је најпознатији по томе што је представљао фудбалску репрезентацију Чилеа на Светском првенству у фудбалу 1930, заједно са седамнаест других играча које је изабрао селектор Јорги Орт.

## Биографија
Артуро Коду је играо у Лорд Кохрејн де Консепцион, такође је играо за Виал Артуро Фернандез. После тога радио је у погонима нитрата Марија Елена и Санта Лаура, све до пропадања индустрије. Поново је ушао у чилеанску морнарицу, преселивши се у Талкавано до 1954. године.

## Национална селекција
Изабран је 1930. године и био је део чилеанске фудбалске репрезентације на Светском првенству у фудбалу 1930. године, али није учествовао ни у једној утакмици на том турниру.